# Sargus opulentum
Sargus opulentum är en tvåvingeart som först beskrevs av Grunberg 1915.  Sargus opulentum ingår i släktet Sargus och familjen vapenflugor. Inga underarter finns listade i Catalogue of Life.